# Суинделлс, Коннор
Коннор Райан Суинделлс (англ. Connor Ryan Swindells; род. 19 сентября 1996, Льюис, Восточный Сассекс, Великобритания) — британский актёр, модель и бывший боксёр. Наиболее известен своей ролью Адама Гроффа в сериале Netflix «Половое воспитание».

## Карьера
В 2017 году Коннор снялся в эпизоде сериала «Куртизанки» в роли Мостина. Также он снялся в эпизоде сериала канала Sky One «Джеймстаун», где играл Флетчера.
В марте 2017 года Суинделлс заменил Джо Элвина, сыграв роль Дональда в шотландском психологическом триллере «Исчезновение», снятом режиссёром Кристоффером Найхолмом, с участием Джерарда Батлера и Питера Маллана. Съёмки фильма начались в апреле 2017 года, в прокат он был выпущен 4 января 2019 года.
В 2018 году Суинделлс снялся в роли Адама в драматическом фильме «VS.» режиссёра Эда Лилли.
В 2019 году снялся вместе с Эйсой Баттерфилд и Джиллиан Андерсон в комедийно-драматическом сериале компании Netflix «Половое воспитание» в роли Адама Гроффа, сына директора школы.

## Личная жизнь
C 2018 по 2020 год Суинделлс встречался со своей коллегой по сериалу «Половое воспитание» Эйми Лу Вуд. 

## Фильмография
| Год  | заглавие                   | Роль             |
| ---- | -------------------------- | ---------------- |
| 2018 | VS.                        | Адам             |
| 2019 | Исчезновение               | Дональд Макартур |
| 2020 | Эмма                       | Роберт Мартин    |
| 2023 | Барби                      | Аарон Динкинс    |
| 2024 | Сенсация                   | Джей Доннелли    |
| 2024 | Легенда о Вильгельме Телле |                  |

### Телевидение
| Год       | заглавие               | Роль           | Примечания               |
| --------- | ---------------------- | -------------- | ------------------------ |
| 2017      | Куртизанки             | Мостин         | Эпизод: «Эпизод № 1.3»   |
| 2017      | Джеймстаун             | Флетчер        | Эпизод: «Эпизод № 1.5»   |
| 2019—2023 | Половое воспитание     | Адам Грофф     | Главная роль; 32 эпизода |
| 2022      | САС: Неизвестные герои | Дэвид Стирлинг |                          |
| 2024      | Локерби                |                |                          |

## Награды и номинации
| Год  | награда              | категория                     |
| ---- | -------------------- | ----------------------------- |
| 2017 | Screen International | Звезды завтрашнего дня        |
| 2019 | MTV Movie Awards     | Лучший поцелуй (с Шути Гатва) |